# Ezker Batua-Berdeak
Pour les articles homonymes, voir EBB.
Ezker Batua-Berdeak (EB-B) (Gauche unie-Verts ou Gauche unie-Les Verts en euskara) était une organisation politique du Pays basque (Espagne) à laquelle prennent part différents partis, groupes sociaux et citoyens indépendants de gauche. Il a constitué un relai de la Gauche unie, avec lequel il était confédéré jusqu'en 2011, en Pays basque. Il se définissait comme un mouvement social et politique « assigné à la gauche transformatrice en Euskadi ».
En 2009, un groupe de plus de 200 membres d'EB-B a quitté ce dernier pour créer le parti politique Alternatiba, que ses membres ont défini comme « souverainiste » (soberanista) et « anticapitaliste ».
En 2012, après la rupture avec la Gauche unie, une partie des membres d'EB-B font scission pour créer Ezker Anitza.

## Dénomination
Sa dénomination initiale était simplement Izquierda Unida. Plus tard il a ajouté au nom officiel sa traduction basque (Izquierda Unida - Ezker Batua, IU-EB). Avec la concrétisation de la coalition avec l'organisation écologiste Berdeak - Los Verdes en 1994, ses candidats ont été appelés Izquierda Unida/Ezker Batua-Berdeak, dénomination qu'on a utilisé après la rupture de la coalition avec le groupe écologiste en 1999 (ce fait a été à l'origine de la protestation de Berdeak, membre de la Confederation de Los Verdes et du Parti vert européen, lequel continue de réclamer à EB-B qu'il cesse d'utiliser cette dénomination de "Berdeak" (vert en basque), en se basant les accords de dissolution de la coalition préalable. Berdeak affirme que l'utilisation de ce mot dans la dénomination d'EB-B perturbe l'électorat, bien que, malgré les réclamations de Berdeak, à aucune occasion les juntes électorales ne se soient interrogées sur cette dénomination, estimant qu'il s'agissait d'un terme générique, comme « socialiste » ou « communiste »). Dans la VIe assemblée, tenue en juillet 2004, avec la redéfinition de la relation avec Izquierda Unida, l'organisation a adopté le nom d'Ezker Batua-Berdeak.

## Idéologie
Ezker Batua-Berdeak établit comme objectif de transformer progressivement le système capitaliste économique social et politique en vigueur, en un système socialiste démocratique fondé sur les principes de justice, égalité et solidarité, et aspire que l'Espagne adopte une organisation fédérale et républicaine à travers son plan Federalismo de Libre Adhesión (FLA).
Cette organisation défend de même l'intervention de l'État pour garantir certains droits de la citoyenneté, dont les droits à l'Éducation et Santé gratuites, et au compromis des administrations publiques envers les secteurs sociaux et les pays les plus défavorisés. EB-B revendique un modèle de développement respectueux de l'environnement et avec les principes de l'aptitude à soutenir des opérations prolongées. Il a pris position contre la violence d'ETA exigeant sa dissolution immédiate et sans condition, pour le droit à l'autodétermination des peuples, ainsi que de la fin de la dispersion des prisonniers d'ETA.
Il a défendu « en effet un critique » à la Proposition de nouveau Statut Politique d'Euskadi (connu comme Plan Ibarretxe), approuvé à l'unanimité en séance plénière du Conseil de Gouvernement basque le 25 octobre 2003, et parme les initiatives du Gouvernement on trouve la Loi des couples (Ley de Parejas) de fait et la Loi du sol (Ley du Suelo), approuvé dans le Parlement basque en juin 2006.

## Histoire

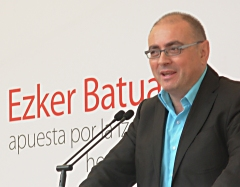
Javier Madrazo durant un meeting à Saint-Sébastien en mai 2007. Javier Madrazo fut coordinateur général de EBB durant plus de 14 ans.

Comme sa « sœur » au niveau étatique, il est né en 1986 produit de la plate-forme conjointe qui demandaient le NON dans le referendum de l'entrée de l'Espagne dans l'OTAN. Il est apparu comme une coalition de partis politiques composée du Parti Communiste d'Euskadi (PCE-EPK, fédération basco-navarraise du PCE, lequel a dû toutefois faire face à une rupture en son sein entre les partisans de la direction étatique du PCE, qui soutenaient la création d'Izquierda Unida, et les partisans de Santiago Carrillo, qui, liés à la Mesa pour l'Unité des Communistes, ont maintenu le contrôle des sigles du parti, avec lesquels ils se sont présentés aux élections générales en 1986), le Parti d'Action Socialiste (PASOC), Izquierda Republicana et le Parti Communiste basque.
Avec le temps il s'est défini comme un mouvement socio-politique, et associé avec d'autres groupes politiques et organisations qui se sont définis comme militants de la « gauche transformatrice basque », tandis que certains des partis fondateurs, comme Izquierda Republicana, ont été déliés du projet.
Pendant les années 1980, les résultats d'IU-EB ont été un test électoral, bien qu'on ait signalé surtout une avance à la fin de la décennie, dans les juntes générales. IU-EB a obtenu 13 690 voix (1,25 %) dans les élections générales de 1986 et 6 750 (0,56 %) dans les élections au Parlement basque de 1986. Dans les deux processus il a dû affronter la liste du PCE-EPK liée Santiago Carrillo, qui a obtenu des résultats comparables (respectivement 0,94 et 0,50 %). De fait, les résultats dans ces juntes générales de 1986, y compris en ajoutant les résultats d'IU et l'EPK, ont été très semblables à ceux du PCE-EPK dans les générales de 1982 (20 954 voix, 1,75 %). Dans les juntes générales de 1989 il a obtenu 33 323 voix (3,01 %), tandis que dans les élections autonomes de 1990 il a obtenu 14 440 voix (1,41 %). Dans aucun des rendez-vous électoraux il n'a obtenu une représentation parlementaire. Les années 1990 sont les plus glorieuses de l'IU-EB du point de vue électoral. Dans les élections générales de 1993, IU-EB a obtenu 75 572 voix (6,31 %), bien que n'obtenant pas de députés. Pour les autonomes de 1994, avec l'entrée de Berdeak, IU-EBB a obtenu son meilleur résultat électoral de son histoire, entrant pour la première fois dans le Parlement basque, en obtenant 93 291 voix (9,15 %), ce qui se traduit par six députés autonomes, deux par territoire (dont un était de Berdeak), et en formant un groupe parlementaire propre, dont le porte-parole était Javier Madrazo. Les élections générales de 1996 ont fait que pour la première et seule fois, IU-EB obtiendra un député au Congres, intégré dans le groupe parlementaire d'Izquierda Única. Les 116 133 voix (9,21 %) ont emmené un député pour la Biscaye pour José Navas. On a interprété que la formation rassemblait des votes d'anciens électeurs d'Euskadiko Ezkerra, fusionné avec le PSE-PSOE, de socialistes désenchantés avec leur parti étant donné les scandales de corruption et y compris des électeurs de la gauche abertzale opposés à la violence d'ETA.
Toutefois, dans les élections autonomes suivantes (1998), en coalition avec Berdeak, les résultats ont été encore bien pires (71 064 voix, 5,68 %), perdant plus de vingt mille voix et quatre des six sièges qu'il avait (un pour l'Alava et un pour la Biscaye). Peu avant les élections, en septembre 1998, IU-EB a été un des signataires du Pacto d'Estella, le seul parti étranger au nationalisme basque. L'échec électoral a été attribué par des secteurs internes précisément à l'alignement avec le nationalisme basque et la signature de cet accord. À la suite des résultats, le coordinateur général de la formation depuis 1994, Javier Madrazo, a demandé sa démission, qui n'a pas été accepté par la direction. Madrazo a publiquement admis que la signature de l'accord d'Estella a pu avoir ôté le soutien à la formation, mais en affirmant que ce pari était encore valable. La V Assemblée d'IU-EB a eu lieu en décembre 1999. Javier Madrazo a été réélu coordinateur général face à la candidature d'Amaia Martínez, approuvée par la direction du PCE-EPK. L'avantage était court (55 face à 43 %). IU-EB n'a pas abandonné l'accord d'Estella après l'annonce par ETA de la fin de la trêve en novembre 1999. Il l'a été après le meurtre du Lieutenant-colonel Pedro Antonio Blanco en février 2001. Devant la renoncement des partis signataires de l'accord à rejeter explicitement le meurtre, le 27 janvier de 2000 IU-EB a abandonné le forum d'Estella.
Les élections générales de cette année ont démontré la perte d'appui électoral (62 293 voix, 5,45 %), qui ont empêché l'IU-EB de revalider son mandat de député dans le Congres. Le nouveau siècle a apporté une légère récupération d'Ezker Batua, bien que n'atteignant pas le niveau de la mi quatre-vingt-dix. Paradoxalement, avec des résultats pires, l'influence d'IU-EB-B a augmenté encore. Dans les élections autonomes de 2001, il a obtenu 78 862 voix (5,53 %), qui ont emmené trois députés élus, un par territoire (en 2000, le Parlement basque avait modifié la loi électorale pour diminuer le seuil pour obtenir une représentation dans chaque territoire, de 5 à 3 %  ce mouvement a été interprété comme une façon de favoriser, par le lehendakari Ibarretxe, à IU-EB , dans les élections, la formation est passée toutefois de 5 % dans tous les territoires, résultats qu'il aurait obtenu avec l'ancienne loi). Après les élections IU-EB il est entré dans le Gouvernement basque avec le PNB et Eusko Alkartasuna, sous la présidence du lehendakari Juan José Ibarretxe. Les élections générales de 2004 ont consolidé encore la récupération d'IU-EB, sans cependant lui permettre de récupérer le siège qu'il avait entre 1996 et 2000 (102 342 voix, 8,2 %). En juillet 2004 s'est déroulée la VIe Assemblée de la formation. On a approuvé un changement de nom, qui est devenu l'actuel, Ezker Batua-Berdeak, et la redéfinition de sa relation avec Izquierda Unida, en devenant une formation souveraine fédérée avec Izquierda Unida par un protocole que devaient souscrire les coordinateurs des deux formations, et dont il est son unique référence au Pays basque.
En 2009, une scission se forme et prend le nom d'Alternatiba.

## Coordinateurs généraux
Depuis sa fondation, Ezker Batua-Berdeak a eu les coordinateurs généraux suivants :
- Rafael Simón, élu à la première assemblée.
- Paco Doñate, élu à la seconde assemblée.
- Enrique González, élu à la troisième assemblée.
- Javier Madrazo, élu à la quatrième assemblée (décembre de 1994) et réélu à la cinquième (décembre de 1999), VI (juillet 2004) et VII assemblées (mai 2008). Démissionna après les mauvais résultats du parti dans les élections basques de mars 2009.
- Mikel Arana, élu par le conseil politique de la formation après la démission de Madrazo (mars 2009).

## Évolution électorale
En observant les résultats dans les élections au Parlement basque, on perçoit une tendance à la baisse depuis 1998, d'abord accusée en perdant la moitié des électeurs (de 9,15 % en 1994 à 5,68 % en 1998), et ensuite de manière plus lisse mais continue. Le faible nombre de votes dans les élections au Parlement a été significativement surprenant pour les européennes de 2004 au Pays basque, que cette formation a obtenu par rapport à d'autres élections.
| Année | %    | Sièges |
| ----- | ---- | ------ |
| 1986  | 0,59 | 0      |
| 1990  | 1,42 | 0      |
| 1994  | 9,15 | 6      |
| 1998  | 5,68 | 2      |
| 2001  | 5,58 | 3      |
| 2005  | 5,37 | 3      |
| 2009  | 3,51 | 1      |

Ces données ont tardé à avoir de l'importance, puisqu'en distribution des sièges la progression a été maintenue en promotion jusqu'à 2005, aussi par l'entrée dans le Gouvernement basque et sa répercussion médiatique. Toutefois en 2009 il a obtenu uniquement 1 siège dans les élections au Parlement, le coordinateur général et candidat au poste de lehendakari, Javier Madrazo perdant son mandat de député.
La courbe descendante qui reflète les résultats met en évidence une détérioration progressive de l'espace électoral d'Ezker Batua-Berdeak.
Dans les élections locales et statutaires (forales) de 2007, EB-B s'est présenté en coalition avec Aralar (sauf dans quelques communes de Biscaye et du Guipuscoa, où il s'est présenté en solitaire ou en coalition avec Zutik), obtenant cette coalition dans un total dans les municipales de 69 917 voix, se traduisant par 99 conseillers municipaux (4 en Alava 54 au Guipuscoa et 41 en Biscaye). En solitaire, il a obtenu 2 050 voix au Guipuscoa (4 conseillers municipaux) et 7 214 en Biscaye (8 conseillers municipaux). Dans les élections aux Juntes générales, la coalition a obtenu 10 201 voix (6,77 %) en Alava, ce qui se traduit dans deux juras; 36.789 votes (13,91 %) et 6 juras au Guipuscoa; et 41 233 votes (7,88 % ) et 4 juras en Biscaye. au total, le parti a obtenu 99 conseillers municipaux et 8 juras, les militants d'EBB obtenant les mairies de Labastida et d'Urnieta (cette dernière dans la coalition UDA, Urnieta Denon Artean). Après les élections il a obtenu des accords de gouvernement dans plusieurs communes basques, dépendant des décisions de chaque assemblée locale, généralement avec le PSE-EE ou avec le PNB : à Saint-Sébastien, où le groupe municipal d'EB-B/Aralar est arrivé à un accord avec le PSE-EE, à Bilbao, où il a pactisé avec le PNB, à Sestao, où il pactise avec le PSE-EE, à Arrasate, où a régi avec Zutik, avec Action nationaliste basque, jusqu'au meurtre le 6 mars 2008 d'Isaías Carrasco, militant et ex-conseiller du PSE-EE., à Andoain (Guipuscoa), où il a pactisé avec le PSE-EE, à Astigarraga, où il a pactisé avec le PNB et EA, à Lasarte, où il a pactisé avec le PSE-EE, à Beasain, où a pactisé avec le PNB, à Leioa, où a pactisé avec le PNB, ou à Arrigorriaga, où il a pactisé avec le PNB.